# If Beale Street Could Talk
If Beale Street Could Talk är en amerikansk romantisk dramafilm regisserad och skriven av Barry Jenkins, baserad på James Baldwins roman med samma namn. Filmens roller spelas av KiKi Layne, Stephan James, Colman Domingo, Teyonah Parris, Michael Beach, Dave Franco, Diego Luna, Pedro Pascal, Ed Skrein, Brian Tyree Henry och Regina King. Filmen handlar om en ung afroamerikansk kvinna som med sin familjs stöd försöker rentvå sin älskares namn från ett brott som denne aldrig begått, och bevisa hans oskuld innan deras barn föds.
If Beale Street Could Talk hade sin världspremiär på Toronto International Film Festival den 9 september 2018, och släpptes i USA den 14 december 2018 av Annapurna Pictures. Filmen fick flera positiva recensioner av recensenter, som berömde filmens skådespel (speciellt från King), fotografi, musik och Jenkins manus och regi. Den valdes ut av både  National Board of Review och American Film Institute som en av de 10 bästa filmerna från 2018. Filmen fick flera utmärkelser och nomineringar, bland annat vann  King priset Bästa kvinnliga biroll på Golden Globe-galan 2019, samtidigt som filmen nominerades till Bästa film – drama och Bästa manus. Den nominerades till Bästa kvinnliga biroll (för King), Bästa manus efter förlaga och Bästa filmmusik vid Oscarsgalan 2019.

## Rollista
- KiKi Layne – Clementine "Tish" Rivers
  - Milanni Mines – Tish som barn
- Stephan James – Alonzo "Fonny" Hunt
  - Ethan Barrett – Fonny som barn
- Regina King – Sharon Rivers
- Teyonah Parris – Ernestine Rivers
- Colman Domingo – Joseph Rivers
- Brian Tyree Henry – Daniel Carty
- Ed Skrein – Polisman Bell
- Emily Rios – Victoria Rogers
- Michael Beach – Frank Hunt
- Aunjanue Ellis – Mrs. Hunt
- Ebony Obsidian – Adrienne Hunt
- Dominique Thorne – Sheila Hunt
- Finn Wittrock – Hayward
- Diego Luna – Pedrocito
- Pedro Pascal – Pietro Alvarez
- Dave Franco – Levy